# PPS (samopal)
PPS (rusky Пистолет-пулемёт Судаева / Pistolet-pulemjot Sudajeva, česky Samopal Sudajeva) je série sovětských automatických palných zbraní konstruktéra Alexeje Sudajeva. Byl určen zejména jako výzbroj výsadkových a tankových jednotek, kde měl nahradit méně skladný a těžší samopal Špagin PPŠ-41. Vyráběl se i v letech po druhé světové válce a byl používán v mnoha zemích světa.

## Vývoj
Po zavedení typu PPŠ-41 do výzbroje Rudé armády v průběhu let 1941 a 1942 bylo poukazováno na některé nevýhody jeho konstrukce, kterou bylo možné zjednodušit a odlehčit. Do soutěže o nový samopal se zapojili všichni významní konstruktéři jako V. A. Děgťarjov, G. S. Špagin, N. V. Rukavišnikov a S. A. Korovin. Samopal PPS byl navržen na základě projektu A. I. Sudajeva a projektu nadporučíka I. K. Bezručka-Vysockého (návrh závěrového a návratového systému) v roce 1942. Tato materiálově nenáročná zbraň se začala vyrábět roku 1942 v primitivních podmínkách obklíčeného Leningradu pod označením Sudajev PPS-42 ve zbrojařském závodě Sestroretsk. Na výrobu zbraně bylo zapotřebí 2krát méně kovu a 3krát méně práce při výrobě než u samopalu PPS-41. Zatímco do obléhaného města po cestě života přicházely potraviny pro obyvatele města, z města odcházely do zbytku země i nové samopaly.
Verze PPS-42 byla vyrobena pouze v menším počtu kusů a v létě roku 1943 byla nahrazena vylepšeným typem Sudajev vzor 43 (PPS-43). Jen do konce roku 1943 bylo vyrobeno přes 46 tisíc kusů. Výroba byla zaváděna i jinde v SSSR a do konce války bylo vyrobeno okolo 2 milionů kusů.
Po druhé světové válce byly přebytečné samopaly dodávány do spřátelených rozvojových zemí v Evropě, Asii i Africe. Samopal byl licenčně vyráběn v Číně pod názvem typ 54 a v Polsku jako wz. 1943 nebo wz. 1943/52 s dřevěnou pažbou. Ve Finsku probíhala výroba kopií v ráži 9 mm pod označením Konepistooli m/44 a tento finský model byl později kopírován i v Německu pod názvem DUX-53 a DUX-59.

## Konstrukce

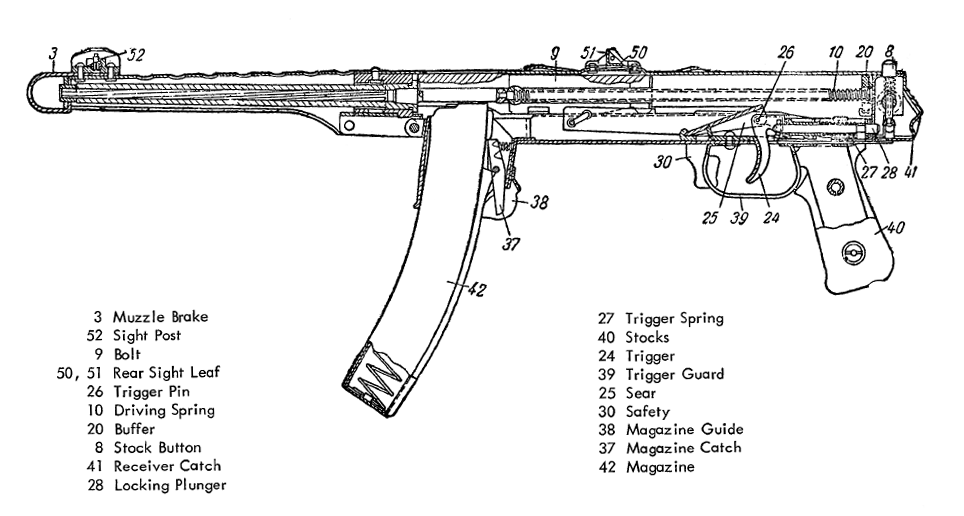
Nákres samopalu

Téměř celý samopal Sudajev byl zhotoven z kovu. V porovnání s předchozím samopalem Špagin PPŠ-41 je lehčí, kompaktnější a lépe ovladatelný. Spotřeba materiálu byla oproti modelu PPŠ dvakrát menší a třikrát se snížil čas potřebný k výrobě jednoho kusu. Ve velké míře je u tohoto typu využito technologie lisování a svařování. Vrchní část těla, plášť hlavně a úsťová brzda byly vylisovány z jednoho plátu kovu. Do střední části byl vložen blok oceli, do něhož byla zalisována hlaveň. Vývrt hlavně byl pro prodloužení životnosti chromovaný. Na přední části hlavně byly kruhové otvory chlazení hlavně. Sklopná ramenní opěrka byla připevněna na zadní části pouzdra závěru. Pistolová rukojeť byla vyrobena u prvních kusů ze dřeva, později byla vyráběna z černého plastu. Velmi jednoduché hledí ze dvou různě vysokých plátků se zářezy je určeno pro střelbu na vzdálenosti do 100 m a do 200 m. Páčka pojistky je umístěna před jazýčkem spouště. Segmentový schránkový zásobník pojmul 35 nábojů. Spoušťové ústrojí umožňuje pouze střelbu dávkou. Poměrně nevelká rychlost střelby - 500-600 ran/min (700-900 ran/min u PPŠ-41 ) umožňovala po získání cviku střílet jednotlivými ranami.